# マヤ・オスタシェフスカ
マヤ・オスタシェフスカ（Maja Ostaszewska、1972年9月3日 -）は、ポーランドの女優。クラクフ出身。

## 出演作品
- カティンの森 Katyń (2007) アンナ
- バンディット Janosik. Prawdziwa historia (2009)
- イレーナ・センドラー 2500人の命のために The Courageous Heart of Irena Sendler (2009) テレビ映画
- 巻き込まれて Uwikłanie (2011)
- ワルシャワ、二つの顔を持つ男 Jack Strong (2014)
- 君はひとりじゃない Ciało (2015)
- 人間の境界 Green Border (2023) Julia